# Зетёво (Бургасская область)
Зетёво (болг. Зетьово) — село в Бургасской области Болгарии. Входит в состав общины Айтос. Находится примерно в 6 км к северу от центра города Айтос и примерно в 34 км к северо-западу от центра города Бургас. По данным переписи населения 2011 года, в селе проживало 219 человек. Площадь территории села — 6,937 км².

## Население
| Год     | 1934 | 1946 | 1956 | 1965 | 1975 | 1985 | 1992 | 2001 | 2011 |
| ------- | ---- | ---- | ---- | ---- | ---- | ---- | ---- | ---- | ---- |
| Жителей | 361  | 439  | 280  | 337  | 256  | 267  | 233  | 228  | 219  |

| Национальность | Человек | Процент |
| -------------- | ------- | ------- |
| турки          | 216     | 98,63 % |
| Всего ответов  | 219     |         |

|  |